# NGC 1664
NGC 1664 ist die Bezeichnung eines offenen Sternhaufens im Sternbild Auriga an der Grenze zum Sternbild Perseus. NGC 1664 besitzt eine scheinbare Helligkeit von 7,6 mag und einen Durchmesser von 18 Bogenminuten.
Die Entfernung von NGC 1664 beträgt etwa 4000 Lichtjahre, bei einer Haufenausdehnung von etwas mehr als 20 Lichtjahren. NGC 1664 besteht aus rund 150 bekannten Sternen, deren Gesamtmasse zwischen 600 und 900 Sonnenmassen liegt. Das Alter dieses Haufens wird auf 300 - 500 Millionen Jahre geschätzt.
NGC 1664 wurde am 24. Oktober 1786 von William Herschel entdeckt.